# Julius Söderström
Christian Julius Söderström, född den 23 juli 1895 i Göteborg, död där den 18 oktober 1982, var en svensk jurist.
Söderström avlade studentexamen i Göteborg 1914 och juris kandidatexamen vid Lunds universitet 1922. Han blev extra ordinarie assessor i Göta hovrätt 1931 och tillförordnad revisionssekreterare 1938. Söderström var häradshövding i Kinda och Ydre domsaga 1939–1962. Han blev riddare av Nordstjärneorden 1943 och kommendör av samma orden 1957. Söderström vilar i sin familjegrav på Östra kyrkogården i Göteborg.